# Делфзейл
Де́лфзейл (нидерл. Delfzijlо файле, МФА: [ˌdɛlfˈsɛil]) — город на севере Нидерландов, в провинции Гронинген, в эстуарии реки Эмс. С 1 января 2021 года входит в общину Эмсделта. Население города 26 902 человек.

## История

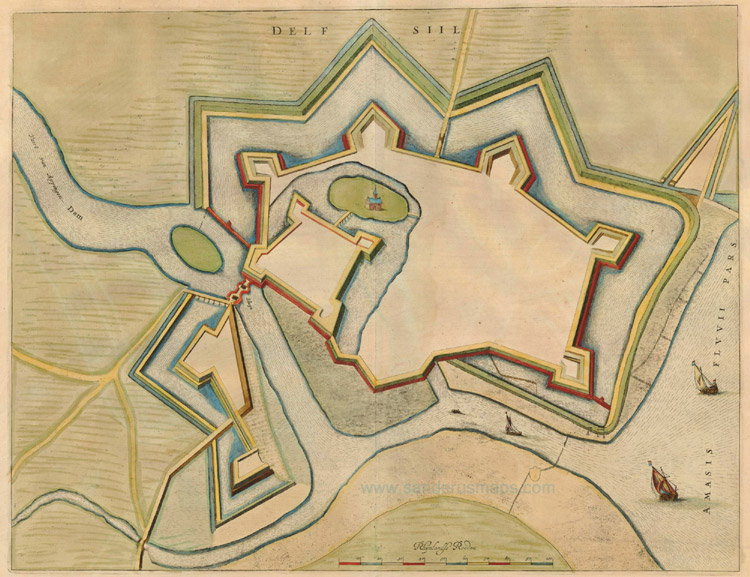
Крепость Делфзейл в XVII веке

Название «Делфзейл» происходит от «Зейл» (нидерл. zijl, «за́мок») и «Делф» (нидерл. Delf, — старое название канала Дамстердип). Первые упоминания о городе относятся к 1303 году. В то время на месте современного города существовали три замка: Слохтер, Схармер и Дорпстер.
Выгодное географическое положение способствовало быстрому развитию города как порта и центра торговли. Торговые маршруты связали город с портами Северного моря, а также по реке Эмс — с городами Германии. В XVI-XVII века на месте города для защиты от внешних факторов возводится крепость.
На гербе Делфзейла, как и на гербе соседнего Эмдена, сохранена золотая гарпия — геральдический символ фризского рода Кирксена, который владел Делфзейлом с 1504 по 1517 гг.
В 1825 Делфзейл получает городской статус. В 1856 открывается мореходное училище. В 1876 открывается Эмс-канал, соединивший город с Гронингеном, центром провинции.
В 1966 году в городе установлен памятник литературному герою - Жюлю Мегрэ.

## Промышленность
Делфзейл — пятый по величине порт в Нидерландах. В 1994 году в порту Делфзейла был открыт резервуарный парк для хранения нефтепродуктов. В городе расположен завод по производству алюминия (Aluminium Delfzijl), принадлежащий Briand Investments B.V.. В 2004 году было произведено рекордные 112 400 тонн жидкого алюминия. Литейный завод произвел 157 700 тонн сырого продукта. Делфзейл также известен своей химической промышленностью, на окраине города находится промышленная зона площадью 3 квадратных километра. Химические заводы Делфзейла находятся на втором месте в Нидерландах по объёму производства химикатов (после Роттердама), и известны в первую очередь выпуском хлора и сопутствующих продуктов.

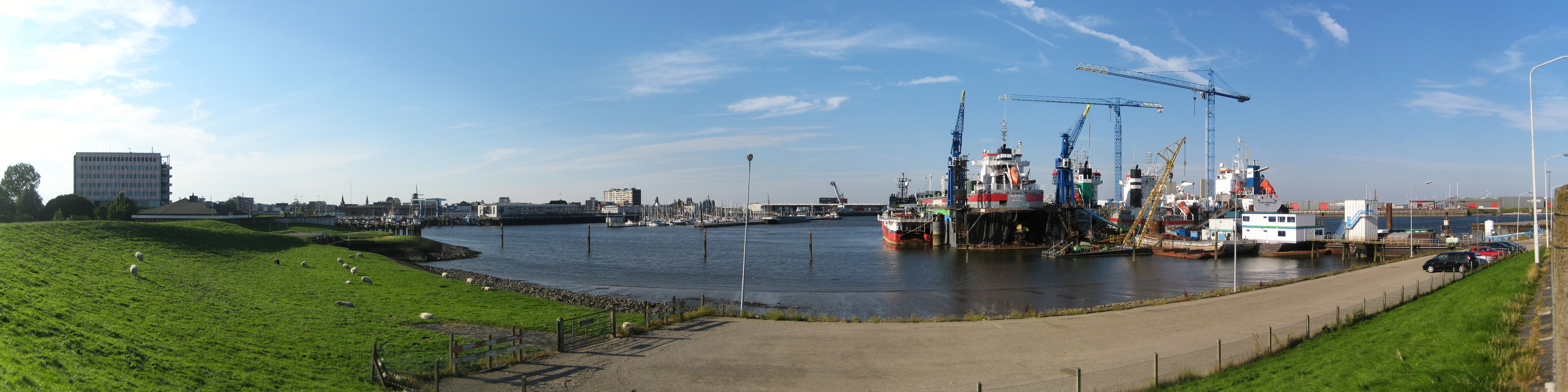
Панорама гавани Делфзейла

## Известные личности
- Иво Опстелен — бывший мэр Роттердама.
- Рональд Олсен — нидерландский поэт и писатель.
- Ян Бейерт — нидерландский политик и журналист .